# Styphlolepis idioptila
Styphlolepis idioptila là một loài bướm đêm trong họ Crambidae.